# Comté de Nice
Il Comté de Nice è stato un traghetto, appartenuto alla SNCM dal 1966 al 1983.

## Servizio
Varato il 24 febbraio 1966 con il nome di Provence nel cantiere navale Chantiers et Ateliers de Provence di Port de Bouc, viene rimorchiato il 7 marzo successivo nel cantiere navale di La Ciotat dove viene completato e ribattezzato Comté de Nice.
Il 27 luglio 1966 viene consegnato alla SNCM e dal 30 luglio entra in servizio sui collegamenti da Nizza alla Corsica. In inverno viene spostato sui collegamenti tra Marsiglia e l'Algeria.
Dal 12 al 16 agosto 1966 si ferma a causa di una grave avaria ai motori.
Il 28 settembre 1982, con l'entrata del nuovissimo Corse, viene dismesso e posto in disarmo a Marsiglia.
Il 27 maggio 1983 viene venduto alla greca Oia Naftiki Eteria e ribattezzato Naias II.
Nel luglio del 1989 viene ceduto alla Agapitos Lines.
A dicembre 1999 viene ceduto all' Hellas Ferries, attuale Hellenic Seaways, che lo ribattezza Express Naias, prendendo servizio a partire dal gennaio successivo.
Ritenuto ormai obsoleto e non a norma con le leggi sulla sicurezza, viene radiato dal servizio nell'ottobre del 2001.
A luglio 2002 viene disarmato a Drapetsona.
Il 6 aprile 2003, giunge ad Aliağa, dove viene spiaggiato e successivamente smantellato.

## Navi gemelle
- Corse